# 松嶺町
松嶺町（まつみねまち）は山形県飽海郡にあった町。現在の酒田市南東部、最上川右岸にあたる。江戸時代は出羽松山藩（明治2年以降は松嶺藩）の藩庁が置かれた。

## 地理
- 河川：最上川

## 歴史
- 1664年（寛文4年）旧暦6月 - 中山村が松山町に改称する[1]。
- 1869年（明治2年）旧暦6月 - 松山町が松嶺町に改称する[1]。
- 1889年（明治22年）4月1日 - 町村制の施行により、松嶺町が単独で自治体を形成[2]。
- 1894年（明治27年）10月22日 - 庄内地震が発生。地震後に火災が発生して半数近くの住戸が焼失する被害[3]。
- 1955年（昭和30年）1月1日 - 上郷村・内郷村と合併して松山町が発足、同日松嶺町廃止[4]。

## 町長
| 代 | 氏名         | 就任年月日                 | 退任年月日                 | 備考       |
| -- | ------------ | -------------------------- | -------------------------- | ---------- |
| 1  | 小華和茂手木 | 1889年（明治22年）6月25日  | 1891年（明治24年）4月17日  | 町村制施行 |
| 2  | 小田篤敬     | 1891年（明治24年）5月4日   | 1894年（明治27年）4月9日   |            |
| 3  | 小華和業修   | 1894年（明治27年）4月26日  | 1898年（明治31年）4月25日  |            |
| 4  | 土方恕平     | 1898年（明治31年）4月29日  | 1899年（明治32年）8月10日  |            |
| 5  | 小華和茂手木 | 1899年（明治32年）10月26日 | 1903年（明治36年）10月25日 | 再任       |
| 6  | 土方俊夫     | 1903年（明治36年）11月7日  | 1910年（明治43年）4月16日  |            |
| 7  | 新宮由次郎   | 1910年（明治43年）6月1日   | 1914年（大正3年）5月31日   |            |
| 8  | 土方恕平     | 1914年（大正3年）6月9日    | 1916年（大正5年）12月23日  | 再任       |
| 9  | 土方俊夫     | 1917年（大正6年）1月13日   | 1934年（昭和9年）4月24日   | 再任       |
| 10 | 斎藤寅之助   | 1934年（昭和9年）4月30日   | 1935年（昭和10年）9月21日  |            |
| 11 | 佐藤一鐡     | 1936年（昭和11年）6月20日  | 1940年（昭和15年）6月20日  |            |
| 12 | 五十嵐正義   | 1940年（昭和15年）7月12日  | 1944年（昭和19年）7月11日  |            |
| 13 | 須貝正己     | 1944年（昭和19年）7月12日  | 1947年（昭和22年）4月6日   |            |
| 14 | 小松濶       | 1947年（昭和22年）4月14日  | 1955年（昭和30年）1月31日  | 松嶺町廃止 |

## 地名
単独町制のため大字は設置されていない。小字の出典は『松山町史 下巻』602頁による。
小字：本町・荒町・新町・片町・北町・仲町・西田・新屋敷・南新屋敷・元新屋敷・肴町・南町・内町・山田・蔵小路・稲荷沢・金谷（）・総光寺沢・真学寺沢・中森

## 人口
1950年国勢調査による。
- 世帯数：549戸
- 人口：2,866人
- 人口密度：1,142人/km2
- 男女比：女性100人に対し男性82.5人

## 産業
農業戸数は1953年時点で157戸、うち専業農家は22戸であった。

## 施設
- 正心学校：1882年（明治15年）開校[8]。